# ブロマンス

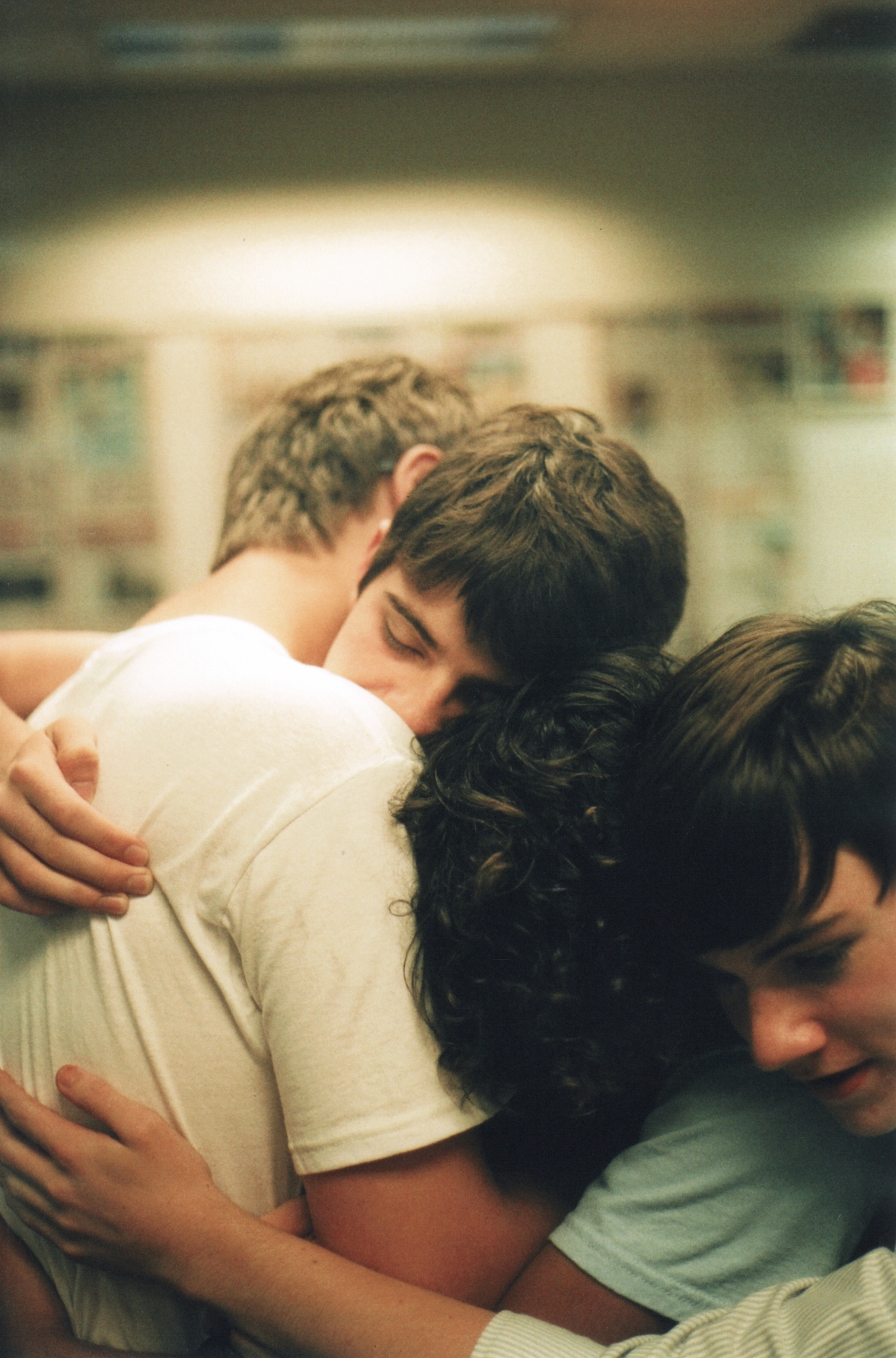
抱きあう男性たち

ブロマンス（英語: bromance）とは、2人もしくはそれ以上の人数の男性同士の近しい関係のこと。性的な関わりはないものの、ホモソーシャルな親密さの一種とされる。

## 語源
Bromance という単語は、bro もしくは brother（兄弟）と romance（ロマンス）のかばん語である。 スケートボード雑誌ビッグ・ブラザー編集者のデイヴ・カーニーによって、四六時中一緒にスケートボードをしているような関係という意味に限定して使うために造られた言葉である。

## 特徴
現在ブロマンスは、一般的なホモソーシャル行為と歴史的な恋愛的友情の2つに区別される。アリストテレスによる友情に関する記述では、しきりにブロマンスの原型について取り上げられている。彼が紀元前300年ごろに書いた文で、「友人のために、友人のことを考えることを強く望む者同士は真の友人である。何故ならお互いの愛情が彼らを定義し、そしていかなる付随する特性によるものではないからだ」とある。西洋の歴史のほとんどで、数えきれないほどの激しい男性同士の関係についての例があるが、それはつまり一般的にありふれた関係であったという意味でもある。19世紀後半にはフロイト主義と可視的な同性愛の出現により、異性愛者の男性は激しい愛情を表現することを忌避するようになったとされている。
友情と男らしさの調査で、1970年代のフェミニストな母親に育てられた男性の世代は感情的にオープンで、非常に情熱的であるとの結果が出ている。これはまた男性同士でゲイであると認識されることが、さほど問題とされず、これにより男性は深い友情を他の男性と築きやすくなったということでもある。アメリカで行われた調査では、「伝統的な男らしさ」を一蹴する傾向はアングロサクソン系の男性の間で最も多く、アフリカ系が最も低く、ヒスパニック系はその中間であった。その上、「伝統的な男らしさ」を強く支持する男性ほどアレキシサイミア（感情を理解したり認識したりすることが難しい障害）がある傾向が見られることも分かった。
ブロマンスが広まった他の要因としては、男性の結婚年齢が上昇したことがある。2010年のカンザス州では男性の初婚年齢は28歳で、1960年の23歳と比べて5歳も上昇していた。更に、高い教育を受けている男性ほど30歳まで結婚を待つ傾向があることも判明した。
男性同士の友情の基本としてはフィジカルトレーニングを共にすることがよく見られる。これはテレビゲームや楽器の演奏、買い物、パイプを嗜む、暖炉脇で語らう、映画を見る、釣りをする、キャンプをする、その他のスポーツ、ギャンブル、酒を飲みに行く、そしてサイケデリックな環境に身をおくことなども含まれる。感情の共有（女性同士の友情とも共通する）も活動の一つとされる。

## 描写

### 有名人とフィクションのブロマンス
数多くの有名人が他の有名人とブロマンスな関係にあるとされる。その中には、オフ・ブロードウェイの舞台Matt and Benのヒットにより「多分、ショウビズ界でのブロマンスの『パイオニア』である」と表現されているベン・アフレックとマット・デイモンも含まれる。ジョージ・クルーニーとブラット・ピットの親しい友人関係は、時折「ジョージの最も長く不変の恋愛関係」とも言われる。クルーニーのブロマンスな傾向はアニメ「アメリカン・ダッド」の"Tears of a Clooney"で、主人公スタン・スミスが入念な復讐計画の一環でクルーニーにブロマンス的な興味を持ち始めるという回でも扱われている。MTVのリアリティ番組「The Hills」に出演し、共演者のジャスティン・ボビー、スペンサー・プラットとブロマンスな関係にあるとされるブロディ・ジェンナーは、2008年12月29日よりBromanceという番組に出演してる。6話の番組中、ジェンナーは自分の「側近」を選んでいくという内容。
テレビ番組上でのブロマンスはおかしな二人を源流として、より一層一般的である。2008年10月、TV Guide誌はドラマ「Dr.HOUSE」の登場人物であるグレゴリー・ハウス (ヒュー・ローリー)とジェームズ・ウィルソン (ロバート・ショーン・レナード)を表紙にし、見出しを「彼らはブロマンス的だろうか？」とした。他にも「Scrubs〜恋のお騒がせ病棟」、Community、「ハッピーデイズ」、「ボーイ・ミーツ・ワールド」といった番組も主要人物たちのブロマンス的な関係が表れている。
法廷ドラマ「ボストン・リーガル」の主人公デニー・クレイン（ウィリアム・シャトナー）とアラン・ショア（ジェームズ・スペイダー）の関係は、テレビドラマ界の最も親密なブロマンスの一つとされている。各話の大半は二人がオフィスのテラスで座り、タバコを吸い、酒を飲みながら打ち明け話をするシーンで終わっている。記憶に残るシーンの一つとして、デニーがアランのネクタイを直しながら「君と僕が結婚していたら良かったのに」と言うものがある。彼らは異性愛者であるが、それでも非常に愛情深い友人関係が人口統計学的な彼らの相似（中年で、裕福な職に就く白人）によって描かれ、仕事上の経験を共有している。2008年放送のシリーズ5の最終話に2人が法律上の理由で結婚した際、ラストシーンは二人がテラスでダンスを踊るものであった。
日本と韓国の音楽業界では、他の有名人とのブロマンス（ボーイバンドのメンバー同士の事が多い）はファンサービスの面を含み、観客にも求められることがあるため積極的である。西洋のボーイバンドもメンバー同士のブロマンス関係を築き、有名な組み合わせにはファンからニックネームを与えられることもある。北イングランドで最も有名なブロマンスはアレックス・ターナー (アークティック・モンキーズのフロントマン)とマイルズ・ケイン（現在はターナーと共にラスト・シャドウ・パペッツで活動）で、ファンからは"Milex"と呼ばれ、アルバート・ハモンドJr.がツイッター上でファンとの対話後に言及するほどである。他にも有名なブロマンスとしては、ブリティッシュ／アイリッシュのボーイバンドワン・ダイレクションのメンバーであるハリー・スタイルズとルイ・トムリンソンが、「ラリー・スタイリンソン」と二人の名前を混ぜた名称で呼ばれている。

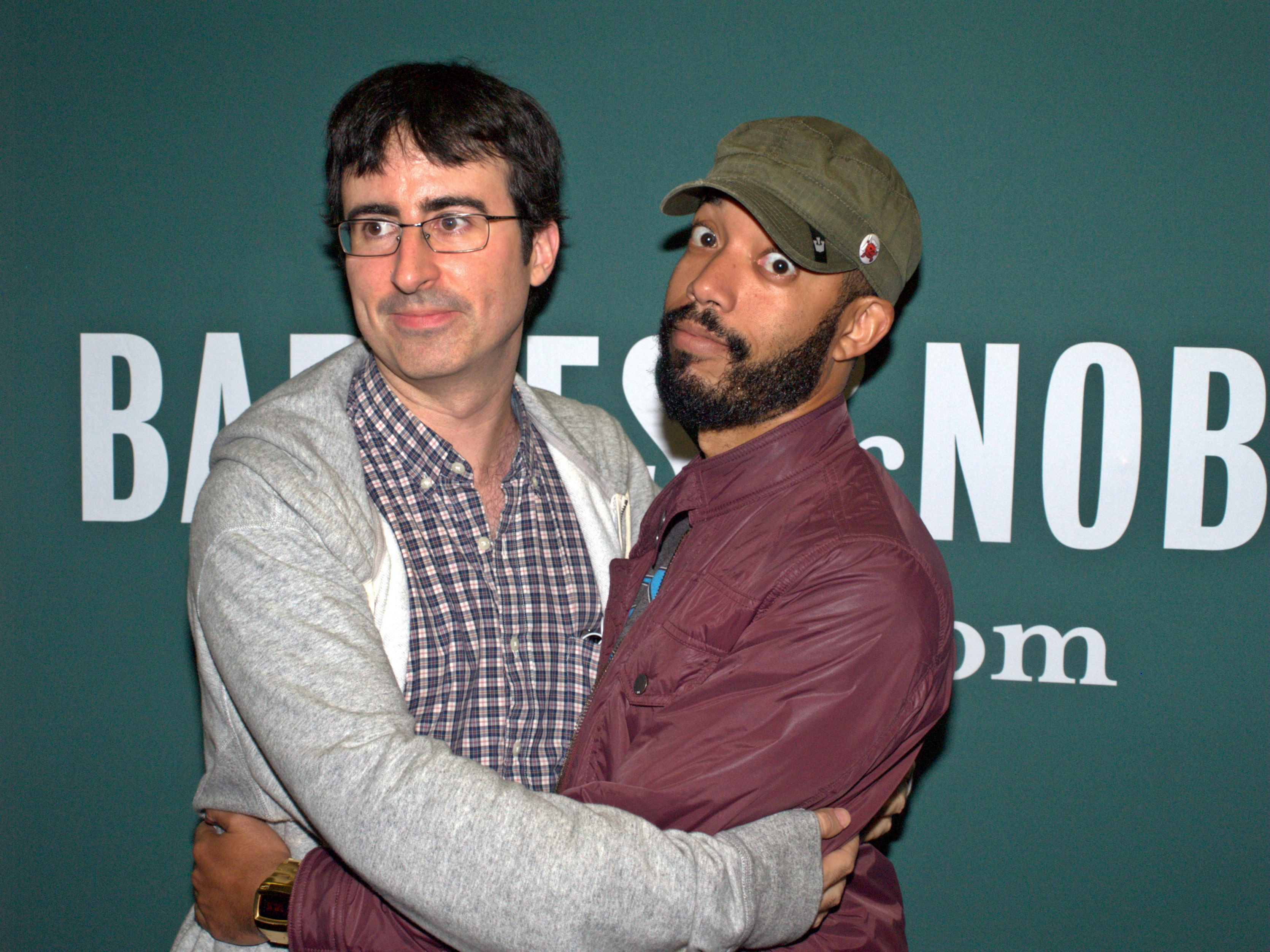
書籍Earthの出版イベントにて、「ザ・デイリー・ショー」の記者ジョン・オリバーとワイアット・シナク。

フィクションの世界ではバディ・フィルムがブロマンス映画として再定義される傾向にあるが、両者には未だ区別がされておりバディ・フィルムと呼ぶものは暴力的で同性愛的な表現を含まないものに限るとされている。 バディ・フィルムと「ブロマンス映画と呼ばれるもの」の関係は1978年初頭まではコメディとして扱われる程度で、雑誌National Lampoonがサッカーチームをパロディ化した映画Semi-Toughでバート・レイノルズとクリス・クリストファーソンが手を繋ぐイラストで茶化されるぐらいであった。映画「40男のバージンロード」の異性愛者の主人公ピーター（ポール・ラッド）は結婚前に最高の友人と花婿介添人を探し、シドニー（ジェイソン・シーゲル）をブロマンス的なパートナーとして選ぶ。 また映画「スーパーバッド 童貞ウォーズ」では、ジョナ・ヒルとマイケル・セラがセスとエヴァンという親友同士を演じ、兄弟愛的な意味で愛していると告白しあう。
コミックの世界では、ジャスティス・リーグ・インターナショナルシリーズのスーパーヒーロー、ブルー・ビートルとブースター・ゴールドの関係がファンたちから最も受け入れられて熱狂的ファンも多い。ブースター・ゴールドのコミックシリーズで、ブルー・ビートルはお互いを「一心同体だ」と宣言している。
「ザ・デイリー・ショー」の記者ジョン・オリバーとワイアット・シナクは番組に一緒に出演している。ニューヨーク州ラインベックで行われたチェルシー・クリントンの結婚式を取材した際、彼らは揃いの服を着て「僕らは今朝ここに来ました－－－凄く美しい場所です。ジョンと僕はここで結婚式を挙げようと考えています」とシナクが冗談を言っている。
J・R・R・トールキンの小説が発行された時代にはまだ「ブロマンス」という言葉がなかったが、映画「ロード・オブ・ザ・リング」でのフロド・バギンズ（イライジャ・ウッド）とサムワイズ・ギャムジー（ショーン・アスティン）、そしてメリアドク・ブランディバック（ドミニク・モナハン）とペレグリン・トゥック（ビリー・ボイド）の関係もブロマンスと定義される。

### 歴史的・政治的なブロマンス
政治の世界では、ビル・クリントンとアル・ゴアの関係がブロマンスの始祖とされている。ジョージ・W・ブッシュと当時のホワイトハウス報道官スコット・マクラレンも、マクラレンの著書What Happenedがレビュアーから「長く、そして失敗したブロマンス」と評されるように、ブロマンス的な関係であると見られている。オンタリオ州とケベック州の首相、ダルトン・マッギンティーとジャン・シャレの関係は「始まりたてのブロマンス」と呼ばれている。
聖書におけるダビデとヨナタン（David and Jonathan）の物語は有名な歴史的ブロマンスの一例である。イングランドの詩人アルフレッド・テニスンは有名な詩"イン・メモリアム"の中で、親しい友人アーサー・ハラムArthur Hallamについて綴っている。彼らの非常に親しい友人関係は古いブロマンスの歴史的な例として有名である。
2010年イギリス総選挙後、デーヴィッド・キャメロンとニック・クレッグは連立政権の政治的ブロマンスの一種であると考えられるようになった。

### ゲイとストレートのブロマンス
ブロマンスは一般的にストレート同士の関係であると定義されるが、ゲイとストレートの性的関係を含まない友情もブロマンスとされている。ゲイとストレートのブロマンス（「ホモマンス」や「ホブロマンス」とも呼ばれる）の例としてよく知られているのは、ブラヴォー (アメリカ合衆国の放送局)で放送されているリアリティ番組Make Me a Supermodelの出演者ロニー・クロエルとベン・ディキアラで、"Bronnie"と呼ばれている。他にもCBSのリアリティ番組Surviover: Gabonのチャーリー・ハーシェルとマーカス・レーマンや、"Kradam"と呼ばれている「アメリカン・アイドル」のシーズン8優勝者クリス・アレンと準優勝者アダム・ランバートも有名である。アメリカのリアリティ番組「ビッグ・ブラザー」のシーズン12で、既婚でストレートのマット・ホフマンとオープンリー・ゲイのレーガン・フォックスはブロマンスな関係にあると自身らで話している。
俳優でオープンリー・ゲイのジョン・バロウマンと、テレビドラマ「ドクター・フー」の共演者デイヴィッド・テナントもゲイとストレートのブロマンスの例である。2009年の映画「スタートレック」で共演したザカリー・クイントとクリス・パインは、伝説的なフィクションのキャラクター同士のブロマンスとされるジェームズ・T・カークとスポックをそれぞれ演じており、それを示唆させるような現代的なブロマンスといえる。